# Upravljana koda
V računalništvu je upravljana koda (angleško "managed code") izvorna koda, ki se izvaja pod nadzorom komponente virtualnega izvajalskega okolja v CLR, tipiično v ogrodju .NET ali Mono.